# Petroleumkocher

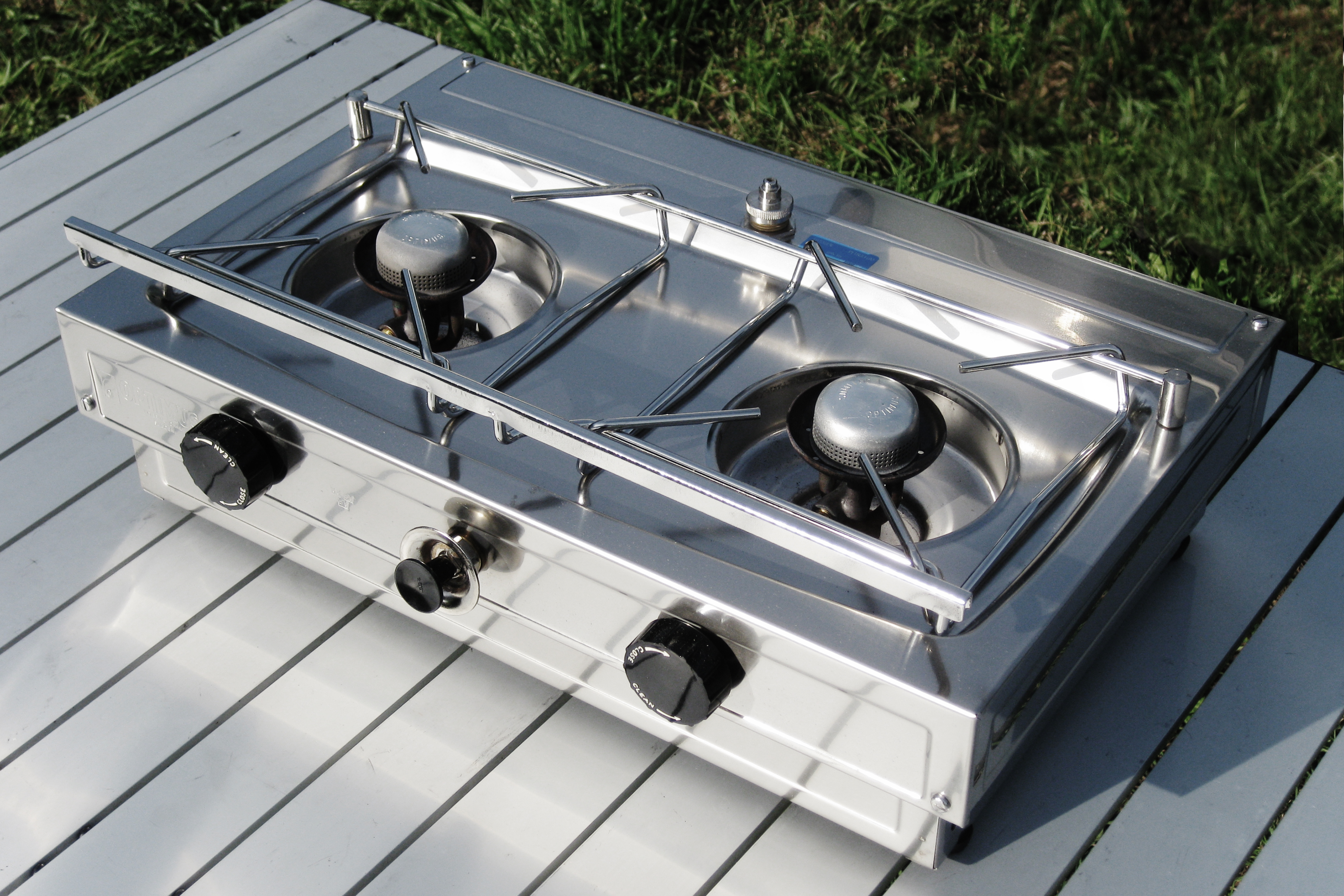
Petroleumkocher des schwedischen Herstellers Optimus mit Drucktank und Pumpe

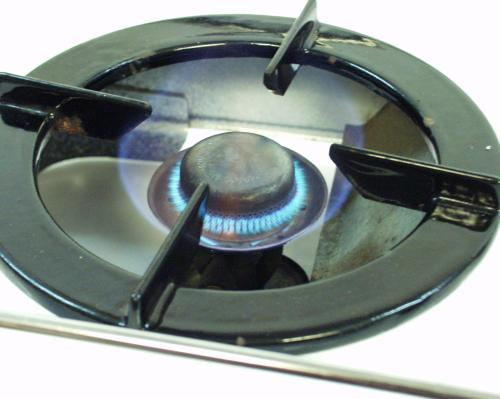
Brenner eines Petroleumkochers

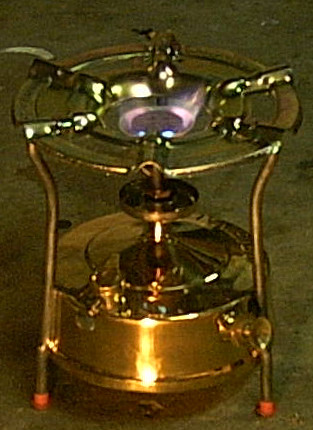
Zerlegbarer einflammiger Petroleumkocher

Petroleumkocher werden als Dochtbrenner oder als Druckgasbrenner gebaut.
Im Dochtbrenner wird der Brennstoff (Petroleum) am Dochtende vergast und brennt als Gasflamme. Im Druckgasbrenner wird es dagegen durch eine Luftpumpe unter Druck gesetzt, im Brenner vorgewärmt, tritt als überhitzter Dampfstrahl in die Brennerkrone ein und wird dort als Gas, mit Luft gemischt, verbrannt. Druckgasbrenner müssen mit Spiritus vorgewärmt werden, bei einigen Modellen erzeugt die Erwärmung des Kochers selbst den nötigen Druck. Nach diesem Prinzip funktioniert auch die Lötlampe. Der Brennstoffbehälter besteht meistens aus Messing.
Petroleumkocher waren früher in Gegenden ohne Gas und Stromanschluss als schnelle
(Zusatz)- Kochgelegenheit weit verbreitet. Wegen ihres vergleichsweise sicheren und weltweit verfügbaren Brennstoffs werden sie oft anstelle von Gas- oder Spirituskochern auf Yachten verwendet und deshalb auch als „Bootskocher“ bezeichnet. Petroleumkocher eignen sich sehr gut für den Einsatz bei tiefen Temperaturen. Weil Petroleum bei Raumtemperatur keine entzündlichen Dämpfe bildet, gelten Petroleumkocher bei sachgerechter Handhabung als sicher im Gebrauch.
Um bei Lagerung und Transport Platz zu sparen, lassen sich viele Modelle einfach zerlegen. Beim gezeigten einflammigen Kocher ist der Kochaufsatz mit den drei Streben nur gesteckt. Der Brenner lässt sich abschrauben und die Öffnung im Tank wird mit einer Verschlussschraube gegen Auslaufen gesichert. Das Packvolumen wird dadurch mehr als halbiert.